# Ted Sorensen

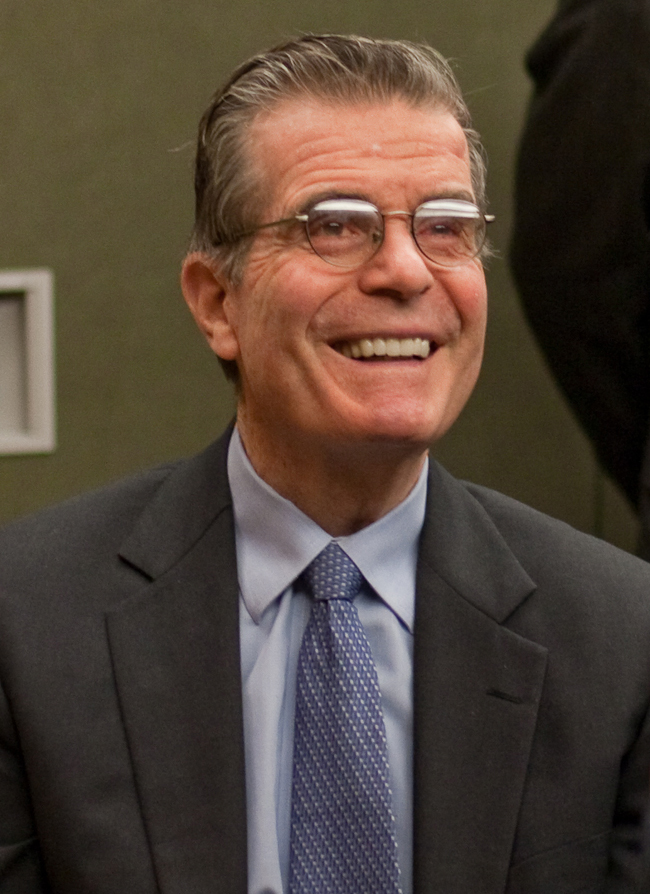
Ted Sorensen l'any 2009

Theodore Chaikin "Ted" Sorensen (Lincoln, Nebraska, 8 de maig de 1928 - 31 d'octubre de 2010) fou un assessor presidencial, advocat i escriptor nord-americà, més conegut com a conseller especial i mà dreta del president John F. Kennedy i autor dels seus més memorables discursos. Kennedy es referia a Sorensen com "el seu banc de sang intel·lectual".

## Biografia
Sorensen va néixer a Nebraska, fill de Christian Sorensen, nord-americà d'ascendència danesa i fiscal general d'aquell estat, i Annis Sorensen, d'ascendència russa i jueva. Es va graduar com a primer de la seva classe a l'escola de Dret de la universitat de Nebraska.

## Presidència Kennedy

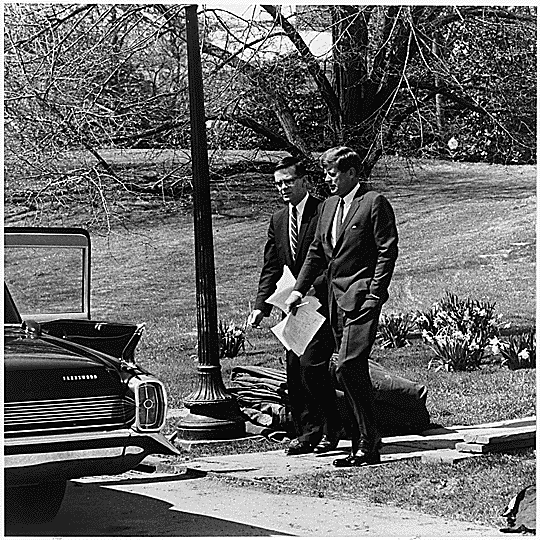
Sorensen (esquerra) i Kennedy l'any 1963

Sorensen va ser conseller i assessor especial del president Kennedy. També era autor i col·laborador principal dels discursos del president. Al món polític d'Estat Units és cèlebre per la redacció del discurs inaugural de 1961, en el qual Kennedy va dirigir als oients la frase "no et preguntis que pot fer el teu país per tu; pregunta't què pots fer tu pel teu país". Aquesta crida al servei és encara la frase més estretament associada a l'administració Kennedy. Durant els primers mesos de l'administració, les responsabilitats de Sorensen estaven dintre de l'àmbit de l'agenda nacional. Després, i a conseqüència de la frustrada invasió de Bahía de Cochinos, Kennedy va demanar a Sorensen que formés part, també, en les discussions de política internacional. Al llarg de la crisi dels míssils de Cuba, Sorensen va servir com a membre del Comitè Executiu del Consell de Seguretat Nacional -EXCOMM per les seves sigles en anglès- i va ser designat pel secretari de defensa Robert McNamara membre del "cercle intern de confiança", el qual assessorava Kennedy. N'eren membres, també, el fiscal general Robert F. Kennedy, l'assessor de seguretat nacional McGeorge Bundy, el secretari d'Estat Dean Rusk, el general Maxwell D. Taylor, l'exambaixador a la Unió Soviètica Llewellyn Thompson i el mateix McNamara. Sorensen va exercir un rol molt rellevant en redactar els esbossos de la correspondència entre Kennedy i Nikita Khrusxov, a més de treballar en la primera al·locució de Kennedy a la nació sobre la crisi el 22 d'octubre.

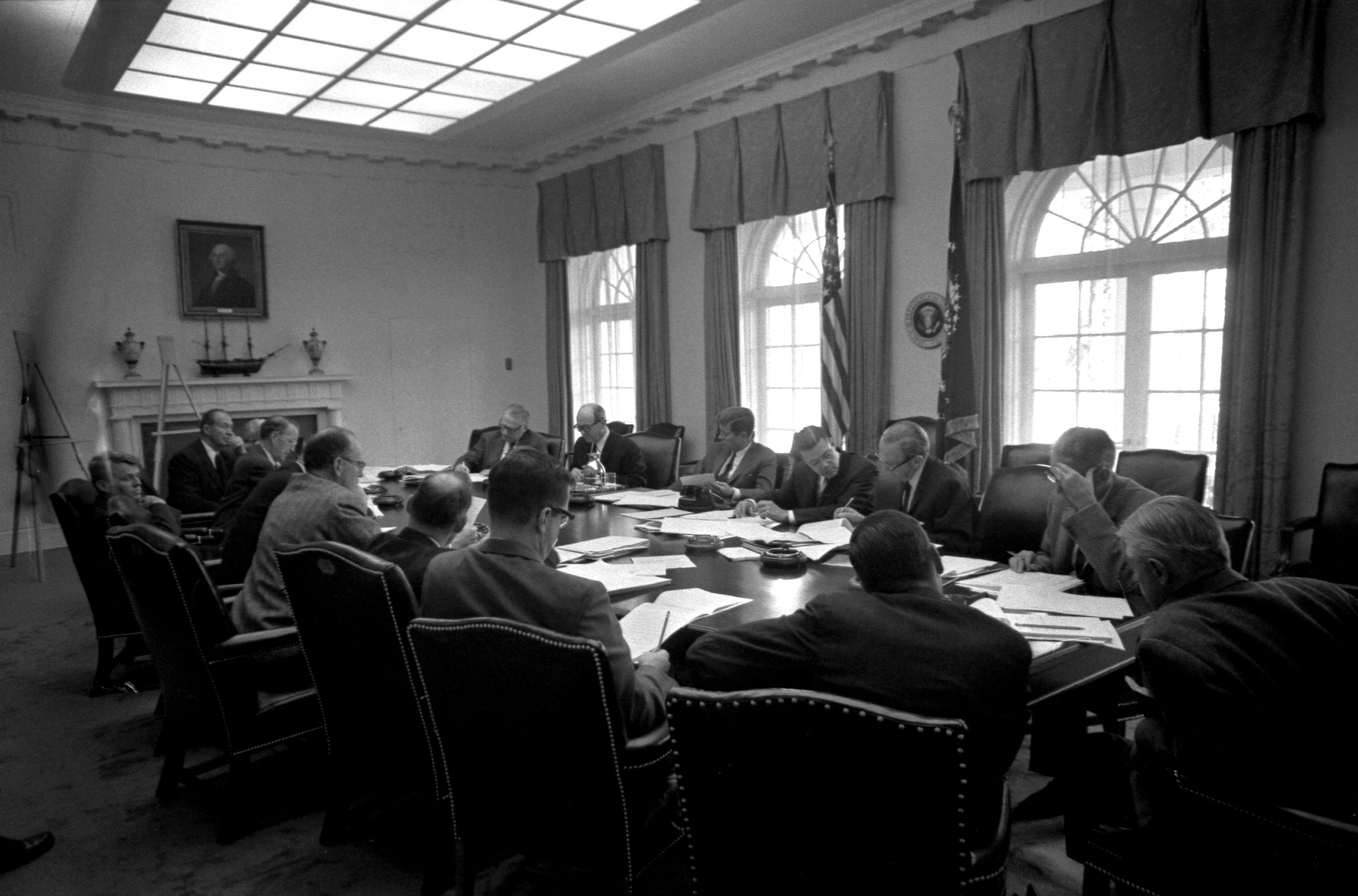
EXCOMM reunit durant la crisi dels míssils

L'assassinat de Kennedy va devastar Sorensen; en va dir que era "l'experiència més profundament traumàtica de la meva vida […] mai no havia considerat un futur sense ell". Va presentar la seva dimissió al president Johnson l'endemà de l'assassinat però va ser convençut per a romandre en el càrrec mentre durava la transició; va preperar el primer discurs de Johnson al Congrés i també el de l'Estat de la Unió de 1964. Va dimitir oficialment el 29 de febrer de 1964, convertint-se en el primer dels membres de l'administració Kennedy en fer-ho. Abans de la seva renúncia, Sorensen havia manifestat la seva intenció d'escriure la biografia de Kennedy, anomenant-la "el llibre que el president Kennedy hauria escrit, amb la meva ajuda, després del seu segon mandat". Però no va ser l'únic dels ajudants de Kennedy que va iniciar una obra relativa al president; l'historiador i assistent especial Arthur M. Schlesinger va escriure, alhora que Sorensen, les memòries guanyadores del Premi Pulitzer "Mil dies: John F. Kennedy a la Casa Blanca". La biografia de Kennedy escrita per Sorensen va ser publicada el 1965 i va esdevenir un bestseller internacional.

## Vida política després de Kennedy
Posteriorment, Sorensen va ingressar a la prominent signatura d'advocats Paul, Weiss, Rifkind, Wharton & Garrison LLP, mentre continuava involucrat en la política. Va ser un important participant de les campanyes demòcrates i un assessor clau de Robert F. Kennedy en la campanya presidencial d'aquest l'any 1968. Durant les 4 dècades següents, va exercir una prominent carrera com a advocat internacional, assessorant governs d'arreu del món i també grans corporacions internacionals.
L'any 1970, va optar la nominació demòcrata al Senat per Nova York, però va acabar tercer en les eleccions primàries. L'any 1977, el president Carter el va nominar pel càrrec de Director de la CIA, però aquella nominació va ser retirada abans de la votació al Senat. L'ajuda que Sorensen va donar a Ted Kennedy per explicar l'incident de Chappaquiddick de l'últim va ser citat com un dels motius de l'oposició del Senat a la seva nominació. L'any 2007, un model de discurs d'acceptació de la nominació presidencial del partit Demòcrata va ser publicat per The Washington Monthly. La revista havia sol·licitat a Sorensen que escrigués el discurs que li agradaria que pronunciés el nominat demòcrata a les eleccions presidencials de 2008, sense importar qui fos finalment el candidat del partit. El 9 de març d'aquell any, va participar en un acte de l'aleshores senador Barack Obama a la ciutat de Nova York i va avalar oficialment la candidatura d'aquest a les eleccions presidencials de 2008. Molt actiu durant la campanya, Sorensen sovint va fer referència a les similituds entre les campanyes del senador Obama i del senador Kennedy. També va proporcionar alguna ajuda amb el discurs inaugural del president Obama l'any 2009.

## Vida Privada
Estava casat amb Gillian Sorensen, amb la qual tenia una filla, Juliet. A més tenia 3 fills d'un matrimoni anterior; Eric, Stephen i Philip. El 25 de febrer de 2010, va rebre la "National Humanities Medal" en una cerimonia a la Sala Est de la Casa Blanca. Ted Sorensen va morir el 31 d'octubre de 2010, als 82 anys, després de patir un accident vascular cerebral.